# NGC 3958
NGC 3958 é uma galáxia espiral barrada (SBa) localizada na direcção da constelação de Ursa Major. Possui uma declinação de +58° 22' 00" e uma ascensão recta de 11 horas, 54 minutos e 33,5 segundos.
A galáxia NGC 3958 foi descoberta em 18 de Março de 1790 por William Herschel.